# Anna Prugova
Anna Aleksandrovna Purgova (in russo Анна Александровна Пругова?; Chabarovsk, 20 novembre 1993) è una hockeista su ghiaccio russa, di ruolo portiere.
Ha vinto per sette volte il campionato femminile russo, quattro con la maglia del Tornado (2010-2011, 2011-2012, 2012-2013 e 2014-2015) e tre con quella dell'Agidel Ufa (2017-2018, 2018-2019 e 2020-2021).
Con la maglia della nazionale maggiore ha disputato sei edizioni dei mondiali (2011, 2012, 2013, 2016, 2019 e 2021), con due medaglie di bronzo, nel 2013 e nel 2016, come miglior risultato. Ha fatto parte anche della nazionale universitaria che ha conquistato il bronzo alle universiadi invernali di Trentino 2013. Ha inoltre preso parte a due edizioni dei giochi olimpici invernali: Vancouver 2010 (sesto posto finale) e Soči 2014 (anche in casa la squadra russa giunse sesta, ma venne poi squalificata per lo scandalo doping).